# Pristimantis sulculus
Espèce
Synonymes
- Eleutherodactylus sulculus Lynch & Burrowes, 1990

Statut de conservation UICN

 VU  : Vulnérable
Pristimantis sulculus est une espèce d'amphibiens de la famille des Craugastoridae.

## Répartition
Cette espèce est endémique du département de Nariño en Colombie. Elle se rencontre entre 1 700 et 2 020 m d'altitude sur le versant Ouest de la cordillère Occidentale. 
Sa présence est incertaine en Équateur.

## Description
La femelle holotype mesure 43,0 mm et le mâle 26,3 mm.

## Publication originale
- Lynch & Burrowes, 1990 : The frogs of the genus Eleutherodactylus (family Leptodactylidae) at the La Planada Reserve in southwestern Colombia with descriptions of eight new species. Occasional Papers of the Museum of Natural History University of Kansas, no 136, p. 1-31 (texte intégral).